# Rodrigue Petitot
Pour les articles homonymes, voir Petitot.
Rodrigue Petitot (né dans le Val-d'Oise, en Île-de-France, en 1981 ou 1982) est un militant français et l'une des principales figures du mouvement contre la vie chère en Martinique. Il est notamment président du collectif citoyen Rassemblement pour la Protection des Peuples et des Ressources Afro-Caribéens (RPPRAC), qui est à la tête des manifestations qui ont débuté au 1er septembre 2024 aux Antilles françaises.

## Biographie
Quatrième des cinq enfants de Sarah Severina Petitot,, Rodrigue Petitot naît au Val-d'Oise en 1981 ou 1982 et grandit entre la France continentale et la Martinique, d'où ses parents sont originaires. Officiellement domicilié à Colmar, il vit aujourd'hui entre l'Alsace et la Martinique.
Il exerce un temps la profession de grutier. Au moment des manifestations de l'automne 2024 contre la vie chère en Martinique, il est sans emploi après un séjour en prison. C'est en prison, qu'il est surnommé « Le R » par des codétenus, en référence à la première lettre de son prénom.

### Engagement militant contre la vie chère à partir de 2024
Sans passé militant, mais marqué par la crise de 2009, il se fait connaître sur les réseaux sociaux en 2022, puis en 2024 au niveau du grand public. Il a notamment plus de 80 000 abonnés sur TikTok en novembre 2024.
En juillet 2024, il est l'un des fondateurs du collectif citoyen Rassemblement pour la protection des peuples et des ressources afro-caribéens (RPPRAC) qui se distingue pour son combat contre la vie chère en Martinique.
En octobre 2024, après le début des Manifestations contre la vie chère en 2024, un grand nombre de médias francophones publient des articles sur lui,.

### Affaires judiciaires
En 2016, il est condamné pour trafic de stupéfiants, à dix ans de réclusion. Il reste incarcéré cinq ans, avant un aménagement de peine.
Interpellé le 12 novembre 2024 pour s'être « introduit » le 11 novembre sur la propriété du préfet de Martinique, il est placé en garde à vue pour les chefs d'accusation suivants : intrusion préfectorale, violation de domicile de préfet et menaces d'intimidation. Le 15 novembre 2024, il ressort libre mais sous contrôle judiciaire renforcé en attendant une nouvelle audience qui aura lieu le 21 janvier 2025.
Le 2 décembre 2024, il est condamné à dix mois de prison ferme aménageable pour intimidation d'élus politiques. Il interjette appel le lendemain. Le 5 décembre 2024, il est finalement écroué et placé en détention provisoire suite à une audience à la cour d'appel de Fort-de-France : il doit rester en prison jusqu'à la tenue de son procès,. Sa nouvelle incarcération embrase la rue et de nouvelles émeutes éclatent.
Le 24 janvier 2025, Rodrigue Petitot est condamné à un an de prison avec sursis et 500 euros d'amende par le tribunal correctionnel de Fort-de-France pour menaces et actes d'intimidation envers l'homme politique Jean-Christophe Bouvier, préfet de la Martinique.
À sa sortie du centre pénitentiaire de Ducos le 21 janvier 2025, Rodrigue Petitot est détenu à son domicile du Lamentin sous surveillance électronique. Les 27 et 28 février 2025, il est entendu par la cour d'appel de Fort-de-France. Il est libéré en raison du report de son jugement en appel le 4 avril 2025. Prévu initialement le 3 avril 2025, le délibéré de la cour d'appel de Fort-de-France est repoussé au 12 juin 2025,,.

### Polémique «Azerbaïdjan»
Certaines voix et sites émettent des soupçons de soutien de l'Azerbaïdjan, dont les médias relayent ses propos et son actualité. Ainsi il apparaît dans « La Martinique : une île aux fleurs dans l'esclavage français », un documentaire azéri en langue russe réalisé en octobre 2023 par la chaîne de télévision CBC,.

## Vie privée
Officiellement domicilié à Colmar, Rodrigue Petitot est père de trois enfants. 